# معهد إعداد القادة بحلوان
معهد إعداد القادة هو معهد تعليمي حكومي يقع بمدينة حلوان في مصر، أنشأ عام 1919م ،كمعسكر للضباط الجيش البريطاني.

## تاريخ
انشئ معهد إعداد القادة بحلوان في عام 1919م بمعرفة الجيش الإنجليزي لأستخدامه كمعسكر للضباط وتم إقامة بعض المنشآت الداخلية ولا يزال معظمها قائماً حتى الآن ،
وفي عام 1941م تولي الإشراف علية الإدارة العامة للتربية الرياضية والعسكرية والكشفية وكان يسمي المعسكر الدائم للكشافة، وفي عام 1954م أصبح تحت إشراف هيئة التحرير ثم الإتحاد الاشتراكي ثم منظمة الشباب الإشتراكي علي فترات متفاوتة ، في عام 1968 تم ضمه إلي مديرية الشباب بمحافظة القاهرة، وفي عام 1980 تولت الإشراف عليه الإدارة العامة للتربية الرياضية والعسكرية والكشفية مع المجلس الأعلى للشباب والرياضة .ثم أصبح عام 1990م تحت إشراف وزارة التعليم العالي وتم تعديل المسمي إلي معهد إعداد القادة.

## المساحة والعمارة
تبلغ مساحة المعهد حوالي 45 فداناً ويحتوي بداخلة علي عدد من الحدائق المتعددة ذات التناسق الجمالى ، بالإضافة إلي مجموعة كبيرة من الأشجار ذات الأعمار المختلفة وكأنها تجسد رحلة تاريخ المعهد ،

## هدف معاهد إعداد القادة
الهدف من إعداد القادة هو اكتساب المهارات القيادية التي تميزهم عن غيرهم في حياتهم وأعمالهم بالإضافة إلى تعليمهم عدد من الأدوات العلمية والطرق المستخدمة في إدارة الآخرين واكتشاف قدراتهم وإلهامهم ومن ثم توجيههم نحو الاهداف الموضوعة سابقاً.
حيث يقدم دورات تثقيفية لشباب الجامعات وأعضاء هيئة التدريس ومعاونيهم وأعضاء البعثات والمهمات العلمية بشكل منتظم علي مدار العام الدراسي وبشكل مكثف خلال الإجازة الصيفية.